# Dulebi
Dulebi (ukrajinsko Дуліби, Dulibi) so bili od 6. do 10. stoletja ena od plemenskih zvez Starih Slovanov. Po pisanju v srednjeveških virih so živeli v zahodni Voliniji, južnih delih Vojvodine Češke in ob srednji Donavi od Blatnega jezera do reke Mure v Kneževini Ogrski.

## Zgodovina
Dulebi so bili vzhodnoslovansko pleme in morda  vodilno pleme antejske plemenske zveze. Primarna kronika jih opisuje kot pleme, ki je prej živelo ob reki Bug, "kjer so zdaj Volinci", se pravi v Voliniji v današnji  zahodni Ukrajini. Po pisanji v kroniki so zelo trpeli zaradi vdorov panonskih Avarov v poznem 6. ali začetku 7. stoletja:
"Si že Obri voevahu na Slovenah i primučiša Duljebi, sušča Sloveni, i nasilje tvorjahu ženama duljebskim, ašče pojahati budjaše Obrinu, ne dadjaše vprjašči konja ni vola, no veljaše vprjašči 3 li 4 li 5 ženi v teljagu i povesti Obrjana i tako mučahu Duljebi. Biša bo Obrja tjelom velici i umom gordi, i Bog potrebi ja, pomroša vsi i ne ostasja ni edin Obrin; est pritča na Rusi i do sego dne; pogiboša aki Obri, ih že njest plemeni ni nasljedka."
"Avari so se vojskovali s Slovani in nadlegovali Dulebe, ki so bili tudi Slovani. Celo nad Dulebkami so delali nasilje. Ko je Avar krenil na pot, ni dal vpreči ne konja ne vola, ampak je ukazal namesto njiju v svoj voz vpreči tri ali štiri ali pet žensk in jih prisilil, da ga vlečejo. Tudi tako so nadlegovali Dulebe. Avari so bili velike postave in ponosnega duha, in Bog jih je uničil."
Dulebi pod poveljstvom kneza Olega so leta 907 sodelovali v obleganju Carigrada. Omenjeni so tudi v delih arabskega geografa Al-Masudija.
Zdi se, da je dulebska plemenska zveza razpadla v 10. stoletju. Ostanki Dulebov so postai del Volincev in Bužanov, ki so kmalu zatem postal del Kijevske Rusije.

## Vira
- Waldman, Carl; Mason, Catherine (2006). Encyclopedia of European Peoples. Infobase Publishing. str. 878. ISBN 978-1-4381-2918-1.
- Barford, Paul M. (2001). The Early Slavs: Culture and Society in Early Medieval Eastern Europe. Cornell University Press. ISBN 978-0-8014-3977-3.